# آلساندرو بنونوتی
آلساندرو بنونوتی (ایتالیایی: Alessandro Benvenuti؛ زادهٔ ۳۱ ژانویهٔ ۱۹۵۰) بازیگر، کارگردان، فیلم‌نامه‌نویس و نویسنده اهل ایتالیا است. وی از سال ۱۹۷۷ میلادی تاکنون مشغول فعالیت بوده‌است.
از فیلم‌های او می‌توان به کاترینا و دخترانش، هم‌کلاسی‌ها، به خانه برگرد گُری و به خانه خوش آمدی گُری اشاره کرد.